# إريك كوخ
اريك كوش هو كاتب كندي، ولد في 31 أغسطس 1919 في فرانكفورت في ألمانيا، وتوفي في 28 أبريل 2018 في تورونتو في كندا.